# Slaget vid Dessau bro
Slaget vid Dessau bro utkämpades 25 april 1626 mellan å ena sidan danska protestanter och å andra sidan Katolska ligan och det Tysk-romerska riket. Platser för slaget var Dessau i dagens Tyskland. 

## Bakgrund
Slaget vid Dessau bro var ett typiskt slag som utkämpades under det trettioåriga kriget mellan danska protestanter och kejserliga tyska trupper vid floden Elbe utanför staden Dessau, Tyskland 25 april 1626. Slaget var ett försök av Ernst von Mansfeld att korsa Dessau bro och invadera de kejserliga truppernas huvudkvarter i staden Magdeburg. Bron vid Dessau var den enda på vägen mellan Dresden och Magdeburg, vilket gjorde det mycket svårt för danskarna att avancera. Tilly ville hindra Danmarks kung Kristian IV att få tillgång till Kassel och försvara den nedre sachsiska cirkeln och den kejserliga armén under Ernst von Mansfeld marscherade för att besegra de danska protestanterna.

## Förberedelse inför slaget
Albrecht von Wallenstein påbörjade sina förberedelser redan i oktober och november 1625. Wallenstein och den kejserliga armén inväntade danskarnas ankomst och var därför förberedda. Kristian IV av Danmark hade formellt gått med i trettioåriga kriget 1625 och utarbetat en krigsplan. Mansfeld hade fått ordern att attackera Wallenstein vid Dessau bro och Christian av Braunschweig fick order att attackera greve Johann Tilly vid  övre Österrike. Efter Christian av Braunschweigs förluster vid slaget vid Fleurus, Höchst 1622 och Stadtlohn  under 1623 fick han att backa upp kung Kristian IV av Danmark med sin Bonderarmé. Christian av Braunschweigs armé var dock snart eliminerad till följd av att han marscherat in i Hessen. Delar av den kejserliga armén under major Johann von Aldringen hade tid att förbereda tungt artilleri och trupper mot några protestantiska hot över floden Elbe. Wallenstein och hans kejserliga armé marscherade mot Dessau och Mansfeld marscherade med sin danska armé. Detta slag var Mansfeld sista försöka att läka sitt dåliga rykte som misslyckad befälhavare över den danska armén. Man funderade även att byta ut Mansfeld mot den  italienska greven Collalto. 

## Slaget och konsekvenser
I april 1626 marscherade Mansfeld och hans armé så snabbt som möjligt till Dessau. Det gjorde även Wallenstein och hans kejserliga armé. Aldringen som var befälhavare över en del av den kejserliga armén kom först till Dessau bro och kunde forma sin "dödsfälla" vid bron genom att gruppera allt deras artilleri. Wallensteins brist på erfarenhet gjorde Mansfeld självsäker och han underskattade fienden. Mansfeld var inte beredd på att möta en enormt kraftfull och stor armé utanför floden Elbe. 
Den 25 april började slaget med att trupper under Aldringen stod emot Mansfelds trupper när de försökte korsa bron. Den kejserliga armén var snart i ett stort övertag efter att Wallenstein kommit med förstärkningar och Mansfeld överrumplades snabbt och blev besegrade. Mansfeld lyckades fly och med hjälp av förstärkningar av Johann Ernst hade han snart en armé på 7000 man. hans tillfrisknande räckte dock inte långt och han dog utanför Sarajevo i slutet av november 1626. Den danska protestantiska armén delades upp och retirerade till Övre Schlesien. Kristian IVs armé var besegrad Slaget vid Lutter am Barenberge.

### Fotnoter
1. ↑  Gates, David (2001) (på engelska). The Spanish Ulcer: A History of the Peninsular War. Cambridge, MA: Da Capo Press. sid. 492. ISBN 0-306-81083-2

### Webbkällor
- The danish war. Pipeline
- The danish war. The History learning site